# Orthotrichum compactum
Orthotrichum compactum là một loài Rêu trong họ Orthotrichaceae. Loài này được Dusén mô tả khoa học đầu tiên năm 1903.